# Sarcophaga sigilla
Sarcophaga sigilla är en tvåvingeart som beskrevs av Henry J. Reinhard 1947. Sarcophaga sigilla ingår i släktet Sarcophaga och familjen köttflugor. Inga underarter finns listade i Catalogue of Life.